# Festival cinematografico internazionale di Mosca 2014
La 36ª edizione del Festival cinematografico internazionale di Mosca si è svolta a Mosca dal 19 al 28 giugno 2014.
Il Giorgio d'Oro fu assegnato al film giapponese Watashi no otoko diretto da Kazuyoshi Kumakiri.

## Giuria
- Gleb Panfilov ( Russia – Presidente della Giuria)
- Abderrahmane Sissako ( Mauritania)
- Franziska Petri ( Germania)
- Levan Koguashvili ( Georgia)
- Laurent Danielou ( Francia)

## Film in competizione
| Film                                            | Regista                          | Nazione                                         |
| ----------------------------------------------- | -------------------------------- | ----------------------------------------------- |
| Beti and Amare                                  | Andy Siege                       | Romania, Spagna, USA, Canada, Germania, Etiopia |
| Ir Mikalat                                      | Amikam Kovner                    | Israele                                         |
| Traumland                                       | Petra Volpe                      | Germania, Svizzera                              |
| Gözümün Nûru                                    | Hakki Kurtulus e Melik Saracoglu | Turchia                                         |
| Belyj jagel'                                    | Vladimir Tumaev                  | Russia                                          |
| Hardkor Disko                                   | Krzysztof Skonieczny             | Polonia                                         |
| Braty. Ostannja spovid                          | Viktorija Trofimenko             | Ucraina                                         |
| Da i Da                                         | Valerija Gaj Germanika           | Russia                                          |
| Watashi no otoko                                | Kazuyoshi Kumakiri               | Giappone                                        |
| Oi aisthimaties                                 | Nicholas Triandafyllidis         | Grecia                                          |
| Anar Haye Naras                                 | Majid-Reza Mostafavi             | Iran                                            |
| Reporter                                        | Thijs Gloger                     | Paesi Bassi                                     |
| Joryu Ingan                                     | Yeon-Shick Shin                  | Corea del Sud                                   |
| Alles Inklusive                                 | Doris Dörrie                     | Germania                                        |
| La ritournelle                                  | Marc Fitoussi                    | Francia                                         |
| La spia - A Most Wanted Man (A Most Wanted Man) | Anton Corbijn                    | Regno Unito, USA, Germania                      |

## Premi
- Giorgio d'Oro: Watashi no otoko, regia di Kazuyoshi Kumakiri
- Premio Speciale della Giuria: Gözümün Nûru, regia di Hakki Kurtulus e Melik Saracoglu
- Giorgio d'Argento:
  - Miglior Regista: Valerija Gaj Germanika per Da i Da
  - Miglior Attore: Tadanobu Asano per Watashi no otoko
  - Miglior Attrice: Natalija Polovynka per Braty. Ostannja spovid
- Premio Speciale per un eccezionale contributo al mondo del cinema: Gleb Panfilov
- Premio Stanislavskij: Inna Čurikova